# Charles Gleyre

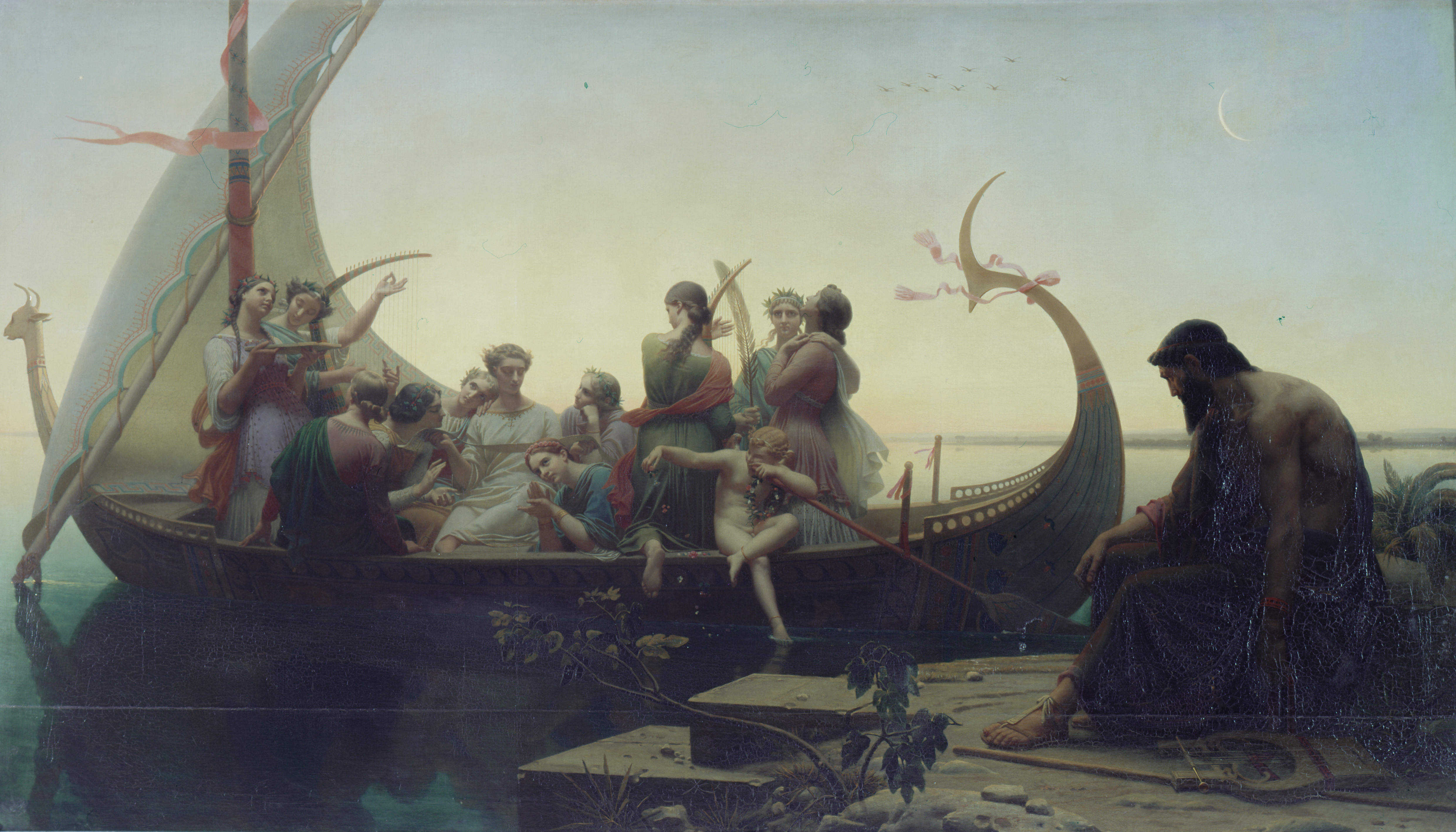
La tarde, o Las ilusiones perdidas (Le Soir Ou Les Illusions Perdues). 1843. Charles Gleyre. Óleo sobre lienzo. 59,1 x 105,4 cm. Colección privada.

Charles Gleyre (nombre completo Marc Gabriel Charles Gleyre) (Chevilly, cantón de Vaud, 2 de mayo de 1806 - 5 de mayo de 1874), artista suizo. Estuvo en el taller de Paul Delaroche en 1843 y enseñó a muchos jóvenes artistas que después se consagrarían, como Claude Monet, Pierre Auguste Renoir, Alfred Sisley, Albert Anker o James Abbott McNeill Whistler.

## Biografía
Sus padres murieron cuando tenía 7 u 8 años y lo crio un tío suyo en Lyon, quien lo envió a la escuela industrial de esta ciudad.
Al final de su adolescencia se fue a París, donde pasó cuatro años inmerso en un intenso estudio del arte. Los cuatro años siguientes los pasó en Italia, donde se hizo amigo de Horace Vernet y Louis-Leopold Robert; los seis siguientes entre Grecia, Egipto, Nubia y Siria. Sufrió en El Cairo un enfermedad oftálmica y en el Líbano fiebres, regresó a Lyon en un estado de salud deplorable.
Al recuperarse marchó a París y se estableció en un modesto estudio de la rue de l’Université. Empezó a dar forma a las ideas que le habían rondado por la cabeza hacía tiempo y realizó Diana dejando el baño y Joven nibio, algunos cuadros de frutas, que no llamaron la atención entonces y el cuadro que lo catapultó dentro del mundo artístico La apocalíptica visión de San Juan, enviado al Salón de París de 1840.

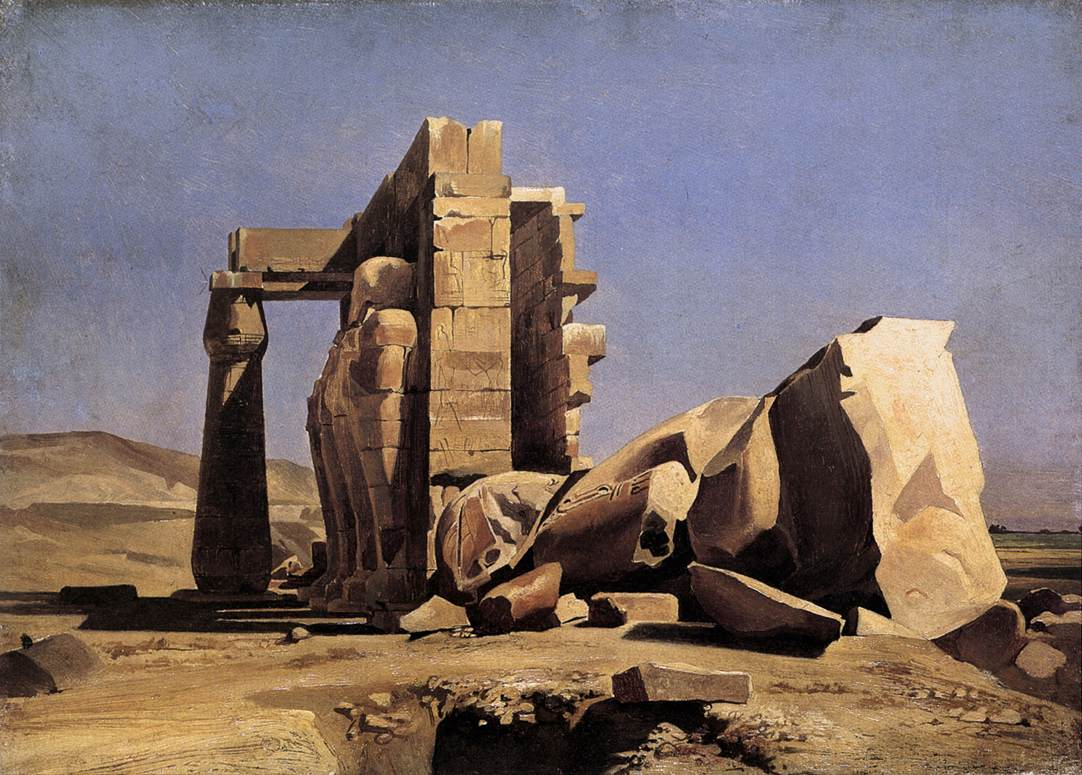
Templo egipcio. 1840. Charles Gleyre. Óleo sobre lienzo. 36 x 49 cm Musée Cantonal des Beaux-Arts, Lausana.

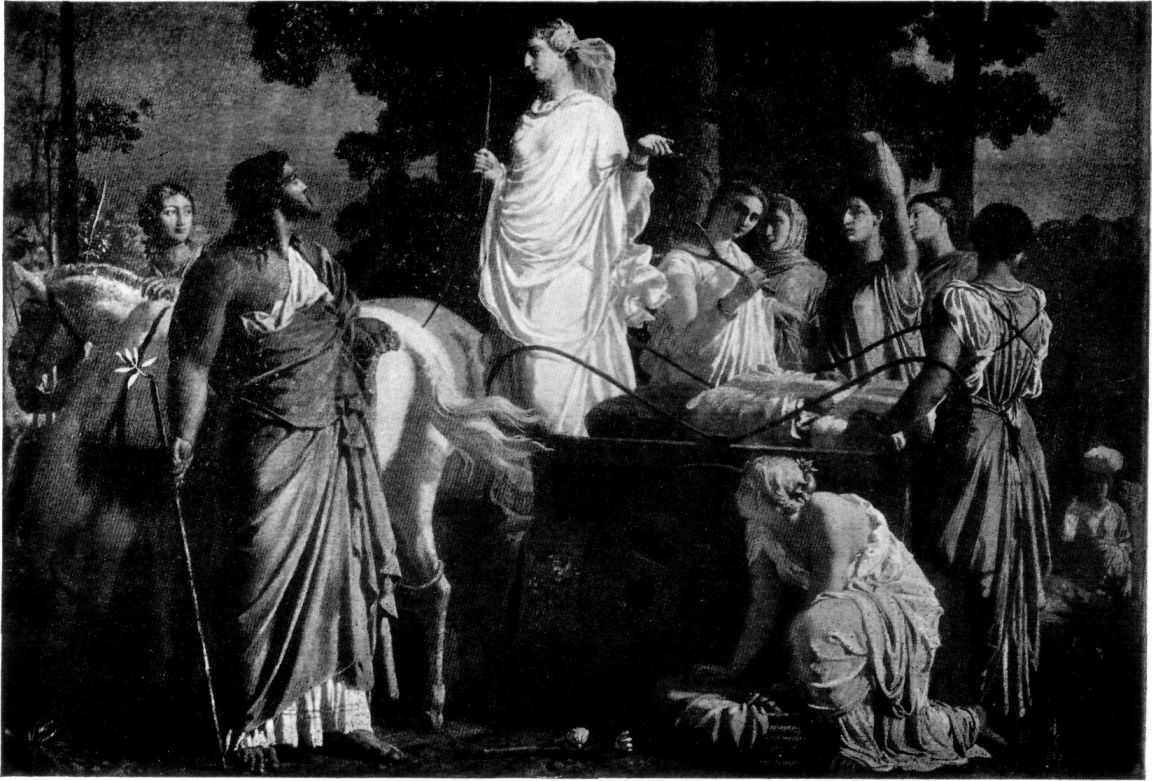
Odiseo y Nausícaa, Charles Gleyre.

A éste le siguió en 1843 Tarde, que más tarde se hizo popular como Las ilusiones perdidas. En él aparece un poeta sentado en un banco junto al río con la cabeza gacha y una pose cansada, dejando caer la lira de una mano despreocupada y mirando fija y melancólicamente a una comparsa de doncellas, cuyo canto deja de oír y cuyo bote se aleja lentamente de su vista.
A pesar de su éxito, se retiró y pasó el resto de su vida dedicándose devotamente a sus ideales artísticos. Después de 1845, cuando expuso su Separación de los Apóstoles, sólo exhibió en el Salón La danza de las bacantes en 1849. Siguió siendo muy productivo, no obstante, tenía una capacidad enorme de captar el dolor y cuando le preguntaban por su método para plasmar todo esto, decía "En y pensant toujours" (pensando en eso siempre). Era muy meticuloso y contagió su laboriosidad a muchos artistas. Pasaban años hasta que finiquitaba sus obras. Cuando Delaroche dejó su taller de instrucción, se lo recomendó a sus alumnos, Gleyre, que accedió a dar lecciones dos veces a la semana sin que se le compensase por eso.
Por instinto y principio, era célibe y en sus años de retiro se interesó por la política y concertaba citas del un partido liberal en su estudio. A pesar de los desastres de su época, se mostraba bastante optimista: "la raison finira bien par avoir raison" (la razón acabará teniendo razón). Murió de repente en una visita a la Exposición Retrospectiva de los exiliados de Alsacia y Lorena.
Dejó inacabado su Paraíso terrenal, un noble cuadro que Taine describió como "a dream of innocence, of happiness and of beautyful" (un sueño de inocencia, de dicha y de belleza). Entre otros cuadros del pintor cabe destacar Diluvio, donde aparecen dos ángeles sobre una desolada tierra en la que las aguas que la destruyeron empiezan a retirarse dejando entrever los estragos. Otros cuadros importantes son La batalla de Lémano, El hijo pródigo, Rut y Boaz, Ulises y Nausícaa, Hércules a los pies de Ónfale, El joven ateniense, Safo o Minerva y la ninfa, Venus y Adonis, Dafne y Cloe y El amor y las parcas. También dejó numerosos dibujos y cuadros y se le atribuye el retrato de Heinrich Heine, en Revue des deux mondes en abril de 1852. Se estima que realizó 683 obras.